# Câmara Municipal de Manaus
Câmara Municipal de Manaus é o órgão legislativo do município de Manaus, capital do estado do Amazonas. Está localizada no bairro Santo Antônio, na Zona Oeste de Manaus.

## Origem
Foi oficialmente criada em 1833, no dia 8 de outubro, sendo realizada a primeira eleição no dia 17 de dezembro de 1833, no edifício da Fábrica Imperial. 
Segundo Artur Reis, o pleito ocorreu no meio do maior entusiasmo, numa disputa de cargos, onde "todos os figurões da vila se achavam capazes para as funções de vereador. Não houve fraude, nem violência. O pleito correu sem protestos".
A primeira legislatura terminou em 1836, em plena cabanagem. A maior parte dos vereadores eleitos na sessão inicial já tinha sido substituída por suplentes.